# 子宫腺
子宫腺是位于子宫内膜功能层的管状腺，它们会随着月经周期而变化。在增殖期，由于卵巢分泌雌激素，子宫腺会变长。在分泌期，子宫腺弯曲，腺腔扩大，并产生一种名为子宫乳的分泌物。  这种变化与黄体分泌的孕酮导致的螺旋动脉血流量变化相关。在月经周期早期，由于黄体退化，孕酮分泌减少，导致螺旋动脉血流量减少，含有子宫腺的子宫功能层会坏死，并最终在月经周期期间脱落，形成月经。
在未受孕时子宫腺体积很小，但受孕后不久子宫腺就会变大变长，并呈现弯曲或波浪状的外观。

## 功能

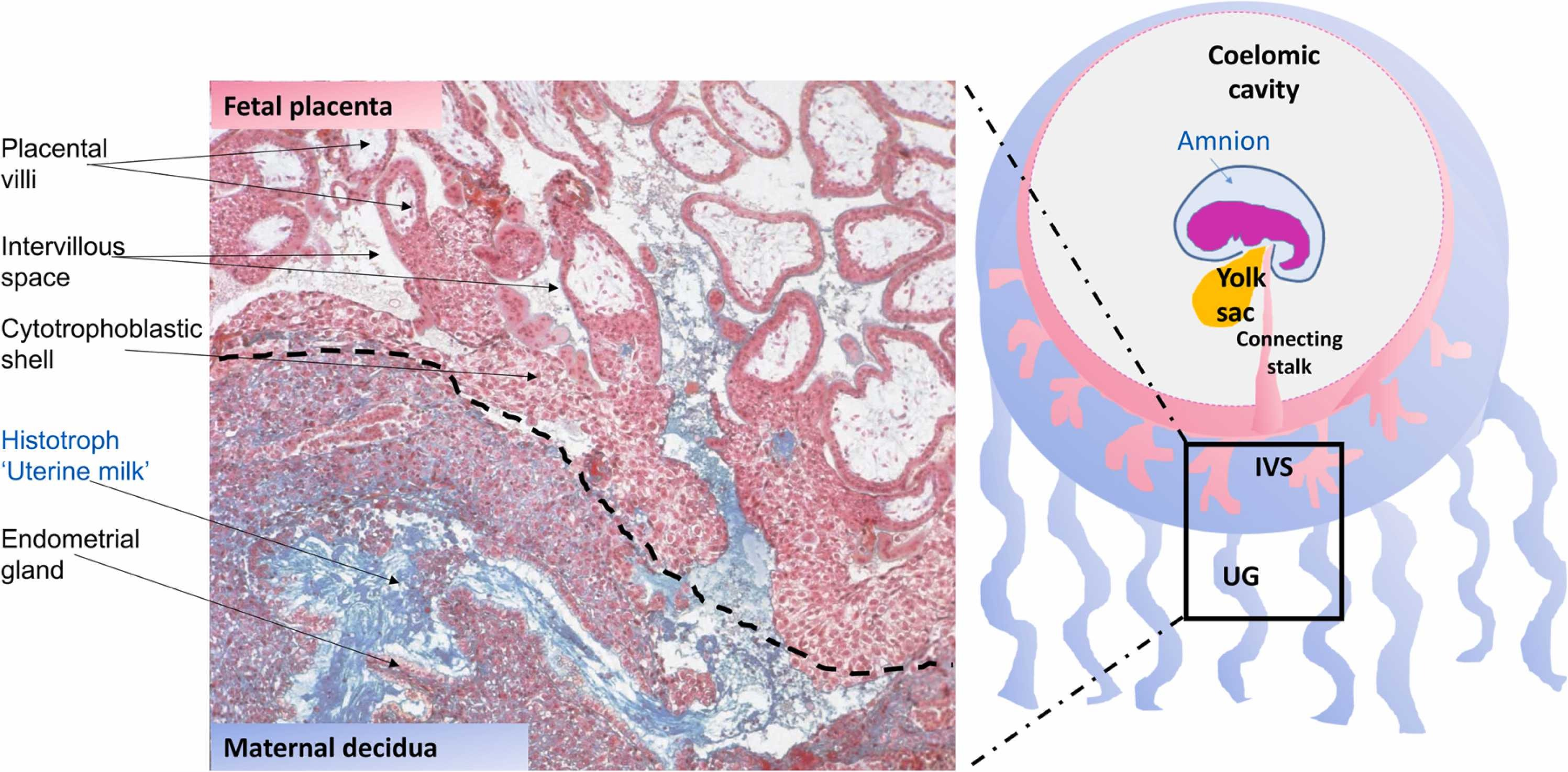
胎儿与母体胎盘交换示意图，图中UG为子宫腺，“uterine milk”为子宫乳

妊娠早期产生的激素会刺激子宫腺体分泌多种物质，为胚胎、胎儿和胎膜提供营养和保护。 这些分泌物被称为子宫乳  ，包含子宫糖基化蛋白和骨桥蛋白。 
在怀孕期间，子宫腺体分泌的一些成分会作为提供给胎儿的营养，被胚外体腔中的次级卵黄囊吸收。 

## 其他图片

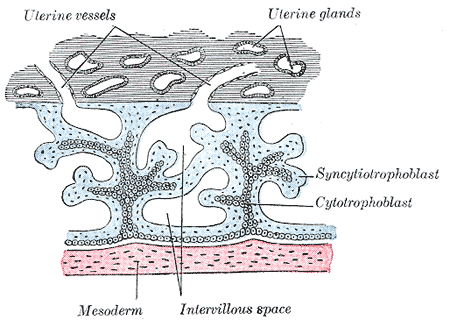
初级干绒毛
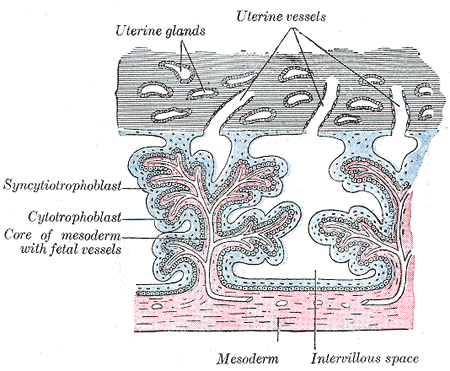
次级干绒毛